# RX J1856.5-3754
RX J1856.5–3754 (также используют названия RX J185635–3754, RX J185635–375, и некоторые другие обозначения) — это ближайшая нейтронная звезда в созвездии Южной Короны. Предполагается, что она была образована взрывом сверхновой её звезды-компаньона около миллиона лет назад. Была открыта в 1992 году, и наблюдения в 1996 году подтвердили, что она — ближайшая к Земле обнаруженная нейтронная звезда. Изначально считалось, что расстояние до неё около 150—200 световых лет, но дальнейшие наблюдения с помощью обсерватории Чандра в 2002 году показали, что дистанция больше — около 400 световых лет. Поперечная скорость звезды составляет около 100 км/с.
Объединив данные обсерватории Чандра и телескопа Хаббл, астрономы обнаружили, что RX J1856.5–3754 излучает как твёрдое тело с температурой 700 000 градусов Цельсия и имеет диаметр около 4—8 км. Этот оценочный размер слишком мал, чтобы согласовываться со стандартной моделью нейтронной звезды, поэтому предполагалось, что она может быть кварковой звездой. Однако дальнейший анализ наблюдений Чандры и Хаббла показал, что температура на поверхности ниже, порядка 250 000 градусов, а радиус больше, около 12 км. Таким образом, RX J1856.5–3754 исключена из списка кандидатов в кварковые звёзды.
RX J1856.5–3754 — одна из «Великолепной семёрки», группы молодых нейтронных звёзд на расстоянии до 500 парсек от Земли.